# Roy G. Biv
Roy G. Biv (Рой Джи Бив, также часто ROYGBIV) — англоязычный акроним, являющийся мнемоническим правилом для запоминания основных цветов видимого спектра светового излучения. Состоит из начальных букв следующих цветов:
- Red — Красный
- Orange — Оранжевый
- Yellow — Жёлтый
- Green — Зелёный
- Blue — Голубой
- Indigo — Индиго (синий)
- Violet — Фиолетовый.

Часто используется американскими учителями в ходе школьных занятий.
Для лучшего запоминания, англоязычные дети заучивают аналог этого акронима, акростих «Richard Of York Gave Battle In Vain» — «Ричард Йоркский напрасно сражался» (перевод этой фразы, очевидно, акростихом не является). В русском языке этому соответствует фраза «Каждый охотник желает знать, где сидит фазан».
Ряд исследователей, например, Дуглас Ньютон в своей книге «A Practical Guide to Teaching Science in the Secondary School» («Практическое руководство по преподаванию естествознания в средней школе») отмечают, что современным ученикам запоминать акроним ROYGBIV может быть ничуть не проще, чем непосредственное перечисление цветов, что связано с отсутствием в их опыте слов, подобных этому.

## Культурное влияние
«Roygbiv» — название трека группы «Boards of Canada» c альбома «Music Has the Right to Children».

## Аналоги в других языках
В других языках с латинским алфавитом также встречаются аналогичные акронимы, выполняющие ту же роль. Ниже приведены некоторые из них:
- итальянский язык — RAGVAIV[6]
- немецкий, шведский, голландский языки — ROGGBIV[7][8][9]
- норвежский язык — ROGGBIF[10]
- португальский язык — VLAVAIV[11]
- румынский язык — ROGVAIV[12]
- французский язык — VIBVJOR[13]
- эстонский язык — POKRSTL[14]